# Lijst van vrouwelijke tennissers
Overzicht van vrouwelijke tennissers met een artikel op de Nederlandstalige Wikipedia.

## A
- Françoise Abanda  Canada
- Nigina Abduraimova  Oezbekistan
- Julia Abe  Duitsland
- Monique Adamczak  Australië
- Kristie Ahn  Verenigde Staten
- Destanee Aiava  Australië
- Fatma Al-Nabhani  Oman
- Lauren Albanese  Verenigde Staten
- Audrey Albié  Frankrijk
- Jekaterina Aleksandrova  Rusland
- Leslie Allen  Verenigde Staten
- Lili de Alvarez  Spanje
- María Fernanda Álvarez Terán  Bolivia
- Carolina Meligeni Alves  Brazilië
- Maria Fernanda Alves  Brazilië
- Akgul Amanmuradova  Oezbekistan
- Blanche Amblard  Frankrijk
- Suzanne Amblard  Frankrijk
- Carin Anderholm  Zweden
- Robin Anderson  Verenigde Staten
- Bianca Andreescu  Canada
- Laura-Ioana Andrei  Roemenië
- Erika Andrejeva  Rusland
- Mirra Andrejeva  Rusland
- Rosa María Andrés Rodríguez  Spanje
- Gabrielle Andrews  Verenigde Staten
- Tessah Andrianjafitrimo  Frankrijk
- Mailyne Andrieux  Frankrijk
- Jessie Aney  Verenigde Staten
- Maret Ani  Estland
- Amanda Anisimova  Verenigde Staten
- Helena Anliot  Zweden
- Amina Ansjba  Rusland
- Lea Antonoplis  Verenigde Staten
- Sara Anundsen  Verenigde Staten
- Shuko Aoyama  Japan
- Elly Appel  Nederland
- Sabine Appelmans  België
- Emily Appleton  Verenigd Koninkrijk
- Emiliana Arango  Colombia
- Manon Arcangioli  Frankrijk
- Usue Maitane Arconada  Verenigde Staten
- Nicole Arendt  Verenigde Staten
- Paula Arias Manjón  Spanje
- Gréta Arn  Hongarije
- Laura Arraya  Peru
- Lara Arruabarrena  Spanje
- Jeanne Arth  Verenigde Staten
- Sofia Arvidsson  Zweden
- Shinobu Asagoe  Japan
- Teryn Ashley  Verenigde Staten
- Nadzeja Astrowskaja  Wit-Rusland
- Juliette Atkinson  Verenigde Staten
- Amanda Augustus  Verenigde Staten
- Cilly Aussem  Duitsland
- Brooke Austin  Verenigde Staten
- Tracy Austin  Verenigde Staten
- Elina Avanesjan  Rusland
- Élisabeth d'Ayen  Frankrijk
- Viktoryja Azarenka  Wit-Rusland

## B
- Meike Babel  Duitsland
- Océane Babel  Frankrijk
- Tímea Babos  Hongarije
- Angelika Bachmann  Duitsland
- Timea Bacsinszky  Zwitserland
- Paula Badosa Gibert  Spanje
- Alison Bai  Australië
- Bai Zhuoxuan  China
- Naiktha Bains  Australië
- Leanne Baker  Nieuw-Zeeland
- Carin Bakkum  Nederland
- Elena Baltacha  Verenigd Koninkrijk
- Sybille Bammer  Oostenrijk
- Susan Bandecchi  Zwitserland
- Hailey Baptiste  Verenigde Staten
- Irina Maria Bara  Roemenië
- Volha Barabansjtsjikava  Wit-Rusland
- Renata Baranski  Polen
- Gioia Barbieri  Italië
- Catherine Barclay  Australië
- Joyce Barclay  Verenigd Koninkrijk
- Vasilisa Bardina  Rusland
- Penny Barg  Verenigde Staten
- Sue Barker  Verenigd Koninkrijk
- Anca Barna  Duitsland
- Alicia Barnett  Verenigd Koninkrijk
- Kristina Barrois  Duitsland
- Hilary Barte  Verenigde Staten
- Mona Barthel  Duitsland
- Jane Bartkowicz  Verenigde Staten
- Marion Bartoli  Frankrijk
- Csilla Bartos  Zwitserland
- Ashleigh Barty  Australië
- Carling Bassett  Canada
- Yvette Basting  Nederland
- Yayuk Basuki  Indonesië
- Ljoebomira Batsjeva  Bulgarije
- Annika Beck  Duitsland
- Dája Bedáňová  Tsjechië
- Monique de Beer (rolstoeltennis)  Nederland
- Surina de Beer  Zuid-Afrika
- Irina-Camelia Begu  Roemenië
- Joelija Bejhelzymer  Oekraïne
- Sára Bejlek  Tsjechië
- Emina Bektas  Verenigde Staten
- Julie Belgraver  Frankrijk
- Catherine Bellis  Verenigde Staten
- Séverine Beltrame  Frankrijk
- Loudmilla Bencheikh  Frankrijk
- Belinda Bencic  Zwitserland
- Iveta Benešová  Tsjechië
- Stephanie Bengson  Australië
- Camille Benjamin  Verenigde Staten
- Marie Benoît  België
- Audrey Bergot  Frankrijk
- Angélica Bernal (rolstoeltennis)  Colombia
- Kiki Bertens  Nederland
- Eva Bes  Spanje
- Pauline Betz  Verenigde Staten
- Andrea Betzner  Duitsland
- Eva Birnerová  Tsjechië
- Kimberly Birrell  Australië
- Mirjam Björklund  Zweden
- Molla Bjurstedt-Mallory  Noorwegen  Verenigde Staten
- Cara Black  Zimbabwe
- Tornado Alicia Black  Verenigde Staten
- Olga Blahotová  Tsjechië
- Anna Blinkova  Rusland
- Shirley Bloomer  Verenigd Koninkrijk
- Radka Bobková  Tsjechië
- Bojana Bobušić  Australië
- Iryna Boerjatsjok  Oekraïne
- Ana Bogdan  Roemenië
- Elena Bogdan  Roemenië
- Kateřina Böhmová  Tsjecho-Slowakije
- Loïs Boisson  Frankrijk
- Mariam Bolkvadze  Georgië
- Manon Bollegraf  Nederland
- Aliona Bolsova  Spanje
- Ysaline Bonaventure  België
- Anna Bondár  Hongarije
- Aljona Bondarenko  Oekraïne
- Kateryna Bondarenko  Oekraïne
- Lisa Bonder  Verenigde Staten
- Fiorella Bonicelli  Uruguay
- Federica Bonsignori  Italië
- Kristie Boogert  Nederland
- Dora Boothby  Verenigd Koninkrijk
- Sarah Borwell  Verenigd Koninkrijk
- Fenny ten Bosch  Nederland
- Julia Boserup  Verenigde Staten
- Eugenie Bouchard  Canada
- Katie Boulter  Verenigd Koninkrijk
- Kea Bouman  Nederland
- Yvonne Bourgeois  Frankrijk
- Jéssica Bouzas Maneiro  Spanje
- Marie Bouzková  Tsjechië
- Jelena Bovina  Rusland
- Beverly Bowes  Verenigde Staten
- Michelle Bowrey  Australië
- Alexandra Bozovic  Australië
- Nicole Bradtke  Australië
- Jennifer Brady  Verenigde Staten
- Nuria Brancaccio  Italië
- Kristina Brandi  Puerto Rico
- Carson Branstine  Verenigde Staten  Canada
- Reese Brantmeier  Verenigde Staten
- Nina Brattsjikova  Rusland
- Lauren Breadmore  Australië
- Iryna Brémond  Wit-Rusland  Frankrijk
- Madison Brengle  Verenigde Staten
- Alberta Brianti  Italië
- Olena Brjoechovets  Oekraïne
- Savannah Broadus  Verenigde Staten
- Naomi Broady  Verenigd Koninkrijk
- Gail Brodsky  Verenigde Staten
- Lucia Bronzetti  Italië
- Marguerite Broquedis  Frankrijk
- Louise Brough  Verenigde Staten
- Amanda Brown  Verenigd Koninkrijk
- Melissa Brown  Verenigde Staten
- Mary Browne  Verenigde Staten
- Diana Brunel  Frankrijk
- Yvona Brzáková  Tsjecho-Slowakije
- Tatiana Búa  Argentinië
- Cristina Bucșa  Spanje
- Iva Budařová  Tsjecho-Slowakije
- Maria Bueno  Brazilië
- Marjolein Buis (rolstoeltennis)  Nederland
- Virginie Buisson  Frankrijk
- Miriam Bulgaru  Roemenië
- Bettina Bunge  Duitsland
- Lindsay Burdette  Verenigde Staten
- Mallory Burdette  Verenigde Staten
- Clara Burel  Frankrijk
- Cindy Burger  Nederland
- Elise Burgin  Verenigde Staten
- Nastassja Burnett  Italië
- Jodie Burrage  Verenigd Koninkrijk
- Amy van Buuren  Nederland
- Angela Buxton  Verenigd Koninkrijk
- Çağla Büyükakçay  Turkije
- Mihaela Buzărnescu  Roemenië
- Jenny Byrne  Australië
- Jekaterina Bytsjkova  Rusland

## C
- Estrella Cabeza Candela  Spanje
- Lizette Cabrera  Australië
- Macarena Cabrillana (rolstoeltennis)  Chili
- Sandra Cacic  Verenigde Staten
- Alexandra Cadanțu  Roemenië
- Sara Čakarević  Frankrijk
- Jacqueline Cako  Verenigde Staten
- Tyra Calderwood  Australië
- Carole Caldwell-Graebner  Verenigde Staten
- Els Callens  België
- Maria Elena Camerin  Italië
- Silvana Campos  Brazilië
- Alice Canepa  Italië
- Giulia Capocci (rolstoeltennis)  Italië
- Beatrice Capra  Verenigde Staten
- Jennifer Capriati  Verenigde Staten
- Martina Caregaro  Italië
- Ansley Cargill  Verenigde Staten
- Mary Carillo  Verenigde Staten
- María Lourdes Carlé  Argentinië
- Hayley Carter  Verenigde Staten
- Rosie Casals  Verenigde Staten
- Myriam Casanova  Zwitserland
- Estelle Cascino  Frankrijk
- Giulia Casoni  Italië
- Catalina Castaño  Colombia
- Naomi Cavaday  Verenigd Koninkrijk
- Yvonne Cavallé Reimers  Spanje
- Gabriela Cé  Brazilië
- Sandra Cecchini  Italië
- Mallory Cecil  Verenigde Staten
- Verónica Cepede Royg  Paraguay
- Jana Čepelová  Slowakije
- Ľudmila Cervanová  Slowakije
- Petra Cetkovská  Tsjechië
- Margalita Tsjachnasjvili  Georgië
- Rushmi Chakravarthi  India
- Chan Chin-wei  Chinees Taipei
- Chan Hao-ching  Chinees Taipei
- Chan Yung-jan  Chinees Taipei
- Chang Kai-chen  Chinees Taipei
- Sophie Chang  Verenigde Staten
- Chen Li-Ling  China
- Dorothy Cheney  Verenigde Staten
- Anne Chevalier  Frankrijk
- Jane Chi  Verenigde Staten
- Deborah Chiesa  Italië
- Louisa Chirico  Verenigde Staten
- Denisa Chládková  Tsjechië
- Cho Yoon-jeong  Zuid-Korea
- Choi Ji-hee  Zuid-Korea
- Choi Young-ja  Zuid-Korea
- Eudice Chong  Hongkong
- Kaitlyn Christian  Verenigde Staten
- Freya Christie  Verenigd Koninkrijk
- Irina Chromatsjova  Rusland
- Chuang Chia-jung  Chinees Taipei
- Maja Chwalińska  Polen
- Dominika Cibulková  Slowakije
- Sorana Cîrstea  Roemenië
- Elke Clijsters  België
- Kim Clijsters  België
- Elisabetta Cocciaretto  Italië
- Amélie Cocheteux  Frankrijk
- Amanda Coetzer  Zuid-Afrika
- Lorraine Coghlan  Australië
- Audra Cohen  Verenigde Staten
- Céline Cohen  Zwitserland
- Julia Cohen  Verenigde Staten
- Stéphanie Cohen-Aloro  Frankrijk
- Julie Coin  Frankrijk
- Glynis Coles  Verenigd Koninkrijk
- Danielle Collins  Verenigde Staten
- Sandy Collins  Verenigde Staten
- Alix Collombon  Frankrijk
- Maureen Connolly  Verenigde Staten
- Fernanda Contreras  Mexico
- Charlotte Cooper  Verenigd Koninkrijk
- Gaby Coorengel  Nederland
- Belinda Cordwell  Nieuw-Zeeland
- Alizé Cornet  Frankrijk
- Joana Cortez  Brazilië
- Laurence Courtois  België
- Thelma Coyne-Long  Australië
- Jorgelina Cravero  Argentinië
- Samantha Crawford  Verenigde Staten
- Fiona Crawley  Verenigde Staten
- Jill Craybas  Verenigde Staten
- Cătălina Cristea  Roemenië
- Jaqueline Cristian  Roemenië
- Annabel Croft  Verenigd Koninkrijk
- Virág Csurgó  Hongarije
- Isabel Cueto  Duitsland
- Claire Curran  Verenigd Koninkrijk
- Jade Curtis  Verenigd Koninkrijk
- Brigitte Cuypers  Zuid-Afrika
- Melinda Czink  Hongarije

## D
- Gabriela Dabrowski  Canada
- Cecilia Dahlman  Zweden
- Mary-Lou Daniels  Verenigde Staten
- Eléni Daniilídou  Griekenland
- Anna Danilina  Kazachstan
- Olga Danilović  Servië
- Harriet Dart  Verenigd Koninkrijk
- Kimiko Date  Japan
- Lindsay Davenport  Verenigde Staten
- Lauren Davis  Verenigde Staten
- Kayla Day  Verenigde Staten
- Clothilde De Bernardi  Frankrijk
- Alexia Dechaume  Frankrijk
- Nathalie Dechy  Frankrijk
- Kathinka von Deichmann  Liechtenstein
- Līga Dekmeijere  Letland
- Petra Delhees  Zwitserland
- Casey Dellacqua  Australië
- Jelena Dementjeva  Rusland
- Isabelle Demongeot  Frankrijk
- Corinna Dentoni  Italië
- Emmanuelle Derly  Frankrijk
- Anastasia Dețiuc  Tsjechië
- Ann Devries  België
- Caroline Dhenin  Frankrijk
- Martina Di Giuseppe  Italië
- Francesca Di Lorenzo  Verenigde Staten
- Niége Dias  Brazilië
- Mariana Díaz Oliva  Argentinië
- Julie Ditty  Verenigde Staten
- Zarina Diyas  Kazachstan
- Vitalia Djatsjenko  Rusland
- Salma Djoubri  Frankrijk
- Lottie Dod  Verenigd Koninkrijk
- Océane Dodin  Frankrijk
- Vera Doesjevina  Rusland
- Misaki Doi  Japan
- Jelena Dokić  Australië  Servië
- Caroline Dolehide  Verenigde Staten
- Vesna Dolonts  Rusland
- Marta Domachowska  Polen
- Lourdes Domínguez Lino  Spanje
- Daniella Dominikovic  Australië
- Evie Dominikovic  Australië
- Sandra Dopfer  Oostenrijk
- Dorothea Douglass-Chambers  Verenigd Koninkrijk
- Melissa Dowse  Australië
- Ruxandra Dragomir  Roemenië
- Maureen Drake  Canada
- Lilian Drescher  Zwitserland
- Ingelise Driehuis  Nederland
- Aubane Droguet  Frankrijk
- Duan Yingying  China
- Stéphanie Dubois  Canada
- Alexandra Dulgheru  Roemenië
- Gisela Dulko  Argentinië
- Katy Dunne  Verenigd Koninkrijk
- Laura duPont  Verenigde Staten
- Mariana Duque Mariño  Colombia
- Jo Durie  Verenigd Koninkrijk
- Françoise Dürr  Frankrijk
- Victoria Duval  Verenigde Staten
- Eva Dyrberg  Denemarken
- Natela Dzalamidze  Rusland
- Katsjarina Dzehalevitsj  Wit-Rusland

## E
- Alexandra Eala  Filipijnen
- Gwendoline Eastlake Smith  Verenigd Koninkrijk
- Misa Eguchi  Japan
- Andreea Ehritt-Vanc  Roemenië
- Ulrikke Eikeri  Noorwegen
- Rina Einy  Verenigd Koninkrijk
- Heidi El Tabakh  Egypte  Canada
- Sabine Ellerbrock (rolstoeltennis)  Duitsland
- Amanda Elliott  Verenigd Koninkrijk
- Annabel Ellwood  Australië
- Lauren Embree  Verenigde Staten
- Mana Endo  Japan
- Marina Erakovic  Nieuw-Zeeland
- Başak Eraydın  Turkije
- Veronika Erjavec  Slovenië
- Sara Errani  Italië
- Xóchitl Escobedo  Mexico
- Pascale Etchemendy  Frankrijk
- Neyssa Etienne  Haïti
- Chris Evert  Verenigde Staten
- Jeanne Evert  Verenigde Staten
- Chayenne Ewijk  Nederland
- Anousjka van Exel  Nederland

## F
- Rosalyn Fairbank  Zuid-Afrika
- Irina Falconi  Verenigde Staten
- Weronika Falkowska  Polen
- Charlotte Famin (rolstoeltennis)  Frankrijk
- Silvia Farina-Elia  Italië
- Jo-Anne Faull  Australië
- Nancy Feber  België
- Joeliana Fedak  Oekraïne
- Miroslava Federer  Zwitserland
- Youlia Fedossova  Frankrijk
- Patty Fendick  Verenigde Staten
- Sophie Ferguson  Australië
- Anna-Maria Fernandez  Verenigde Staten
- Clarisa Fernández  Argentinië
- Gigi Fernández  Verenigde Staten
- Leylah Fernandez  Canada
- Mary Joe Fernandez  Verenigde Staten
- Cristiana Ferrando  Italië
- Linda Ferrando  Italië
- Fiona Ferro  Frankrijk
- Jana Fett  Kroatië
- Claire Feuerstein  Frankrijk
- Debbrich Feys  België
- Sharon Fichman  Canada
- Louise Field  Australië
- Anna Fitzpatrick  Verenigd Koninkrijk
- Varvara Flink  Rusland
- Kirsten Flipkens  België
- Galina Fokina  Rusland
- Anna Földényi  Hongarije
- Aljona Fomina  Oekraïne  Rusland
- Abigail Forbes  Verenigde Staten
- Stéphanie Foretz  Frankrijk
- Jaimee Fourlis  Australië
- Amy Frazier  Verenigde Staten
- Magdalena Fręch  Polen
- Debbie Freeman  Australië
- Kirstin Freye  Duitsland
- Anna-Lena Friedsam  Duitsland
- Dianne Fromholtz  Australië
- Brenda Fruhvirtová  Tsjechië
- Linda Fruhvirtová  Tsjechië
- Shirley Fry  Verenigde Staten
- Jennifer Fuchs  Verenigde Staten
- Rika Fujiwara  Japan
- Hana Fukárková  Tsjecho-Slowakije
- Bettina Fulco  Argentinië
- Alexandra Fusai  Frankrijk
- Christina Fusano  Verenigde Staten

## G
- Angelina Gaboejeva  Rusland
- Olivia Gadecki  Australië
- Bonnie Gadusek  Verenigde Staten
- Emmanuelle Gagliardi  Zwitserland
- Jarmila Gajdošová  Australië
- Dalma Gálfi  Hongarije
- Edina Gallovits-Hall  Roemenië
- Ingrid Gamarra Martins  Brazilië
- Andrea Gámiz  Venezuela
- Tathiana Garbin  Italië
- Caroline Garcia  Frankrijk
- Georgina García Pérez  Spanje
- Zina Garrison  Verenigde Staten
- Laura Garrone  Italië
- Anastasija Gasanova  Rusland
- Margarita Gasparjan  Rusland
- Giulia Gatto-Monticone  Italië
- Cori Gauff  Verenigde Staten
- Angélica Gavaldón  Mexico
- Darja Gavrilova  Rusland
- Myrtille Georges  Frankrijk
- Michelle Gerards  Nederland
- Anna Gerasimou  Griekenland
- Barbara Gerken  Verenigde Staten
- Adriana Gerši  Tsjechië
- Nicola Geuer  Duitsland
- Nicole Gibbs  Verenigde Staten
- Althea Gibson  Verenigde Staten
- Talia Gibson  Australië
- Camila Giorgi  Italië
- Raquel Giscafré  Argentinië
- Lina Gjorcheska  Noord-Macedonië
- Andrea Glass  Duitsland
- Alexa Glatch  Verenigde Staten
- Quinn Gleason  Verenigde Staten
- Laura Glitz  Verenigde Staten
- Julia Glushko  Israël
- Kristin Godridge  Australië
- Judith Gohn  Roemenië
- Laura Golarsa  Italië
- Jamie Golder  Verenigde Staten
- Shannon Golds  Australië
- Sabrina Goleš  Joegoslavië
- Tatiana Golovin  Frankrijk
- Viktorija Golubic  Zwitserland
- Sara Gomer  Verenigd Koninkrijk
- Paula Cristina Gonçalves  Brazilië
- Montserrat González  Paraguay
- Evonne Goolagong  Australië
- Julia Görges  Duitsland
- Ekaterine Gorgodze  Georgië
- Inés Gorrochategui  Argentinië
- Helen Gourlay  Australië
- Julia Grabher  Oostenrijk
- Steffi Graf  Duitsland
- Debbie Graham  Verenigde Staten
- Amanda Grahame  Australië
- Valentini Grammatikopoulou  Griekenland
- Rita Grande  Italië
- Natalie Grandin  Zuid-Afrika
- Kim Grant  Zuid-Afrika
- Laura Granville  Verenigde Staten
- Varvara Gracheva  Rusland  Frankrijk
- Lise Gregory  Zuid-Afrika
- Sarah Beth Grey  Verenigd Koninkrijk
- Jiske Griffioen (rolstoeltennis)  Nederland
- Marianne Groat  Canada
- Trudy Groenman  Nederland
- Anna-Lena Grönefeld  Duitsland
- Diede de Groot (rolstoeltennis)  Nederland
- Marzia Grossi  Italië
- Ann Grossman  Verenigde Staten
- Magdalena Grzybowska  Polen
- Alexa Guarachi  Chili
- Zsófia Gubacsi  Hongarije
- Eva Guerrero Álvarez  Spanje
- Carly Gullickson  Verenigde Staten
- Chelsey Gullickson  Verenigde Staten
- Beatrice Gumulya  Indonesië
- Guo Hanyu  China
- Michèle Gurdal  België
- Melissa Gurney  Verenigde Staten
- Kerry-Anne Guse  Australië

## H
- Barbara Haas  Oostenrijk
- Karina Habšudová  Slowakije
- Sabine Hack  Duitsland
- Beatriz Haddad Maia  Brazilië
- Julie Halard-Decugis  Frankrijk
- Mylène Halemai  Frankrijk
- Simona Halep  Roemenië
- Jamie Hampton  Verenigde Staten
- Han Na-lae  Zuid-Korea
- Han Xinyun  China
- Sylvia Hanika  Duitsland
- Edith Hannam  Verenigd Koninkrijk
- Dee-Ann Hansel  Verenigde Staten
- Daniela Hantuchová  Slowakije
- Darlene Hard  Verenigde Staten
- Tanya Harford  Zuid-Afrika
- Florence Haring  Frankrijk
- Ashley Harkleroad  Verenigde Staten
- Daniëlle Harmsen  Nederland
- Kerry Harris  Australië
- Catherine Harrison  Verenigde Staten
- Doris Hart  Verenigde Staten
- Jada Hart  Verenigde Staten
- Arianne Hartono  Nederland
- Joelija Hatowka  Wit-Rusland
- Federica Haumüller  Argentinië
- Volha Havartsova  Wit-Rusland
- Isabelle Haverlag  Nederland
- Anna Elizabeth Hawkins  Verenigd Koninkrijk
- Ann Haydon-Jones  Verenigd Koninkrijk
- Angela Haynes  Verenigde Staten
- Bobbie Heine-Miller  Unie van Zuid-Afrika
- Vivian Heisen  Duitsland
- Julie Heldman  Verenigde Staten
- Ginger Helgeson  Verenigde Staten
- Tamaryn Hendler  België
- Justine Henin  België
- Vanessa Henke  Duitsland
- Ann Henricksson  Verenigde Staten
- Jean Hepner  Verenigde Staten
- Polona Hercog  Slovenië
- Nel Hermsen  Nederland
- Beth Herr  Verenigde Staten
- Nathalie Herreman  Frankrijk
- Lauren Herring  Verenigde Staten
- Amandine Hesse  Frankrijk
- Jill Hetherington  Canada
- Emily Hewson  Australië
- Mayo Hibi  Japan
- Nao Hibino  Japan
- Martina Hingis  Zwitserland
- Rika Hiraki  Japan
- Kanae Hisami  Japan
- Zoe Hives  Australië
- Andrea Hlaváčková  Tsjechië
- Anne Hobbs  Verenigd Koninkrijk
- Justine Hodder  Australië
- Rosalie van der Hoek  Nederland
- Patti Hogan  Verenigde Staten
- Richèl Hogenkamp  Nederland
- Phoebe Holcroft-Watson  Verenigd Koninkrijk
- Terry Holladay  Verenigde Staten
- Isabella Holland  Australië
- Dorothy Holman  Verenigd Koninkrijk
- Korie Homan (rolstoeltennis)  Nederland
- Priscilla Hon  Australië
- Mai Hontama  Japan
- Jennifer Hopkins  Verenigde Staten
- Amanda Hopmans  Nederland
- Jade Hopper  Australië
- Marie-Luise Horn  Weimarrepubliek
- Kathleen Horvath  Verenigde Staten
- Hazel Hotchkiss-Wightman  Verenigde Staten
- Paige Mary Hourigan  Nieuw-Zeeland
- Nathalie Housset  Frankrijk
- Eri Hozumi  Japan
- Lucie Hradecká  Tsjechië
- Eva Hrdinová  Tsjechië
- Hsieh Shu-ying  Chinees Taipei
- Hsieh Su-wei  Chinees Taipei
- Hsu Chieh-yu  Chinees Taipei
- Hsu Ching-wen  Chinees Taipei
- Hsu Mei-chu  Chinees Taipei
- Anke Huber  Duitsland
- Liezel Huber  Zuid-Afrika  Verenigde Staten
- Petra Huber  Oostenrijk
- Violette Huck  Frankrijk
- Lesley Hunt  Australië
- Janette Husárová  Slowakije
- Patricia Hy  Canada

## I
- Ei Iida  Japan
- Miharu Imanishi  Japan
- Ylena In-Albon  Zwitserland
- Maddison Inglis  Australië
- Etsuko Inoue  Japan
- Katherine Ip  Hongkong
- María Irigoyen  Argentinië
- Marissa Irvin  Verenigde Staten
- Valentina Ivachnenko  Oekraïne  Rusland
- Jekaterina Ivanova  Rusland
- Ana Ivanović  Servië

## J
- Ons Jabeur  Tunesië
- Jamea Jackson  Verenigde Staten
- Helen Hull Jacobs  Verenigde Staten
- Elsa Jacquemot  Frankrijk
- Andrea Jaeger  Verenigde Staten
- Nicole Jagerman  Nederland
- Michelle Jaggard  Australië
- Anastasija Jakimava  Wit-Rusland
- Jovana Jakšić  Servië
- Dalila Jakupović  Slovenië
- Freda James  Verenigd Koninkrijk
- Jang Su-jeong  Zuid-Korea
- Réka Luca Jani  Hongarije
- Séléna Janicijevic  Frankrijk
- Jelena Janković  Servië
- Klaudia Jans-Ignacik  Polen
- Marijke Jansen  Nederland
- Maya Jansen  Verenigde Staten
- Jekaterina Jasjina  Rusland
- Dajana Jastremska  Oekraïne
- Mima Jaušovec  Joegoslavië
- Léolia Jeanjean  Frankrijk
- Jadwiga Jędrzejowska  Polen
- Jeon Mi-ra  Zuid-Korea
- Sonya Jeyaseelan  Canada
- Ji Chunmei  China
- Jiang Xinyu  China
- Victoria Jiménez Kasintseva  Andorra
- Mathilde Johansson  Frankrijk
- Taylor Johnson  Verenigde Staten
- Maya Joint  Australië
- Christiane Jolissaint  Zwitserland
- Danielle Jones  Australië
- Francesca Jones  Verenigd Koninkrijk
- Kimberly Jones  Verenigde Staten
- Makenna Jones  Verenigde Staten
- Sacha Jones  Australië
- Marion Jones-Farquhar  Verenigde Staten
- Barbara Jordan  Verenigde Staten
- Kathy Jordan  Verenigde Staten
- Ivana Jorović  Servië
- Masa Jovanovic  Australië
- Bojana Jovanovski  Servië
- Iva Jovic  Verenigde Staten
- Betina Jozami  Argentinië
- Mervana Jugić-Salkić  Bosnië en Herzegovina
- Darija Jurak  Kroatië
- Kaja Juvan  Slovenië

## K
- Haruka Kaji  Japan
- Oksana Kalasjnikova  Georgië
- Elvina Kalieva  Verenigde Staten
- Lany Kaligis  Indonesië
- Anhelina Kalinina  Oekraïne
- Anna Kalinskaja  Rusland
- Monique Kalkman-Van den Bosch (rolstoeltennis)  Nederland
- Yui Kamiji (rolstoeltennis)  Japan
- Viktorija Kan  Rusland
- Jana Kandarr  Duitsland
- Angelikí Kanellopoúlou  Griekenland
- Kaia Kanepi  Estland
- Paula Kania  Polen
- Jaime Kaplan  Verenigde Staten
- Anikó Kapros  Hongarije
- Sesil Karatantcheva  Bulgarije  Kazachstan
- Carina Karlsson  Zweden
- Sonay Kartal  Verenigd Koninkrijk
- Darja Kasatkina  Rusland
- Miyu Kato  Japan
- Katarzyna Kawa  Polen
- Helen Kayser  Australië
- Kourtney Keegan  Verenigde Staten
- Helen Kelesi  Canada
- Charlotte Kempenaers-Pocz  Australië
- Sofia Kenin  Verenigde Staten
- Lexie Kenny  Australië
- Anne Keothavong  Verenigd Koninkrijk
- Angelique Kerber  Duitsland
- Lesley Kerkhove  Nederland
- McCartney Kessler  Verenigde Staten
- Digna Ketelaar  Nederland
- Madison Keys  Verenigde Staten
- Maya Kidowaki  Japan
- Akiko Kijimuta  Japan
- Kim Kilsdonk  Nederland
- Kim Eun-ha  Zuid-Korea
- Kim Mi-ok  Zuid-Korea
- Billie Jean King  Verenigde Staten
- Vania King  Verenigde Staten
- Maria Kirilenko  Rusland
- Jessica Kirkland  Verenigde Staten
- Ljoedmyla Kitsjenok  Oekraïne
- Nadija Kitsjenok  Oekraïne
- Ann Kiyomura  Verenigde Staten
- Sandra Kleinová  Tsjechië
- Alisa Klejbanova  Rusland
- Daniela Klemenschits  Oostenrijk
- Sandra Klemenschits  Oostenrijk
- Andreja Klepač  Slovenië
- Sandra Klösel  Duitsland
- Ilana Kloss  Zuid-Afrika
- Karin Knapp  Italië
- Xenia Knoll  Zwitserland
- Marketa Kochta  Duitsland
- Polina Koedermetova  Rusland
- Veronika Koedermetova  Rusland
- Alla Koedrjavtseva  Rusland
- Maria João Koehler  Portugal
- Regina Koelikova  Rusland
- Jevgenia Koelikovskaja  Rusland
- Jelizaveta Koelitsjkova  Rusland
- Anna Koernikova  Rusland
- Darija Koestova  Wit-Rusland
- Viktorija Koetoezova  Oekraïne
- Anouk Koevermans  Nederland
- Svetlana Koeznetsova  Rusland
- Claudia Kohde-Kilsch  Duitsland
- Yukie Koizumi  Japan
- Annette Kolb  Duitsland
- Miriam Kolodziejová  Tsjechië
- Anastasija Komardina  Rusland
- Maria Kondratjeva  Rusland
- Ana Konjuh  Kroatië
- Johanna Konta  Verenigd Koninkrijk
- Anett Kontaveit  Estland
- Aniek van Koot (rolstoeltennis)  Nederland
- Raquel Kops-Jones  Verenigde Staten
- Dora Köring  Duitse Keizerrijk
- Zsuzsa Körmöczy  Hongarije
- Tamara Korpatsch  Duitsland
- Marija Koryttseva  Oekraïne
- Jelena Kostanić-Tošić  Kroatië
- Natalija Kostić  Servië
- Marta Kostjoek  Oekraïne
- Elitsa Kostova  Bulgarije
- Klára Koukalová  Tsjechië
- Maaike Koutstaal  Nederland
- Danka Kovinić  Montenegro
- Kateryna Kozlova  Oekraïne
- Michaëlla Krajicek  Nederland
- Karen Krantzcke  Australië
- Eva Krapl  Zwitserland
- Lina Krasnoroetskaja  Rusland
- Ashley Kratzer  Verenigde Staten
- Desirae Krawczyk  Verenigde Staten
- Barbora Krejčíková  Tsjechië
- Anne Kremer  Luxemburg
- Svetlana Kriventsjeva  Bulgarije
- Nicole Kriz  Australië
- Tina Križan  Slovenië
- Elly Krocké  Nederland
- Ashlyn Krueger  Verenigde Staten
- Joannette Kruger  Zuid-Afrika
- Katharina Krüger (rolstoeltennis)  Duitsland
- Aleksandra Krunić  Servië
- Karin Kschwendt  Luxemburg  Duitsland  Oostenrijk
- Kristína Kučová  Slowakije
- Zuzana Kučová  Slowakije
- Iwona Kuczyńska  Polen
- Caroline Kuhlman  Verenigde Staten
- Angela Kulikov  Verenigde Staten
- Luksika Kumkhum  Thailand
- Leonie Küng  Zwitserland
- Ľubomíra Kurhajcová  Slowakije
- Rita Kuti Kis  Hongarije
- Hiroko Kuwata  Japan
- Viktória Kužmová  Slowakije
- Petra Kvitová  Tsjechië

## L
- Florencia Labat  Argentinië
- Emma Laine  Finland
- Kinnie Laisné  Frankrijk
- Valda Lake  Verenigd Koninkrijk
- Bianka Lamade  Duitsland
- Suzan Lamens  Nederland
- Nelly Landry  België  Frankrijk
- Petra Langrová  Tsjechië
- Danielle Lao  Verenigde Staten
- Vera Lapko  Wit-Rusland
- Anna Lapoesjtsjenkova  Rusland
- Michelle Larcher de Brito  Portugal
- Victoria Larrière  Frankrijk
- Johanna Larsson  Zweden
- Maïder Laval  Frankrijk
- Andrea Leand  Verenigde Staten
- Elixane Lechemia  Frankrijk
- Janet Lee  Chinees Taipei
- Susanna Lee  Zuid-Korea
- Lee Ya-hsuan  Chinees Taipei
- Lindsay Lee-Waters  Verenigde Staten
- Sophie Lefèvre  Frankrijk
- Jan Lehane  Australië
- Quirine Lemoine  Nederland
- Suzanne Lenglen  Frankrijk
- Susan Leo  Australië
- Gala León García  Spanje
- Varvara Lepchenko  Verenigde Staten
- Noppawan Lertcheewakarn  Thailand
- Nicha Lertpitaksinchai  Thailand
- Sophie Letcher  Australië
- Ann Li  Verenigde Staten
- Li Fang  China
- Li Na  China
- Li Ting  China
- Liang Chen  China
- Liang En-shuo  Chinees Taipei
- Jelena Lichovtseva  Rusland
- Lita Liem  Indonesië
- Kelly Liggan  Ierland
- Alizé Lim  Frankrijk
- Tracy Lin  Verenigde Staten
- Maria Lindström  Zweden
- Jevgenia Linetskaja  Rusland  Israël
- Magda Linette  Polen
- Sabine Lisicki  Duitsland
- Ivana Lisjak  Kroatië
- Cornelia Lister  Zweden
- Claire Liu  Verenigde Staten
- Liu Fangzhou  China
- Liu Nannan  China
- Liu Wanting  China
- Yuliana Lizarazo  Colombia
- Nuria Llagostera Vives  Spanje
- Rebecca Llewellyn  Verenigd Koninkrijk
- Jamie Loeb  Verenigde Staten
- Olha Loehina  Oekraïne
- Émilie Loit  Frankrijk
- Erika deLone  Verenigde Staten
- Jenna Long  Verenigde Staten
- Antonia Lottner  Duitsland
- Noëlle van Lottum  Nederland  Frankrijk
- Mareen Louie  Verenigde Staten
- Lu Jiajing  China
- Francesca Lubiani  Italië
- Mirjana Lučić-Baroni  Kroatië
- Heather Ludloff  Verenigde Staten
- Frances Luff  Australië
- Tena Lukas  Kroatië
- Maia Lumsden  Verenigd Koninkrijk
- Tetiana Luzhanska  Oekraïne  Verenigde Staten
- Ksenia Lykina  Rusland
- Eva Lys  Duitsland

## M
- Cammy MacGregor  Verenigde Staten
- Ivanna Madruga  Argentinië
- Caroline Maes  België
- Tadeja Majerič  Slovenië
- Iva Majoli  Kroatië
- Jekaterina Makarova (1988)  Rusland
- Jelena Makarova  Rusland
- Jesika Malečková  Tsjechië
- Katerina Maleeva  Bulgarije
- Magdalena Maleeva  Bulgarije
- Manuela Maleeva  Bulgarije
- Tatjana Malek  Duitsland
- Manisha Malhotra  India
- Sanda Mamić  Kroatië
- Maegan Manasse  Verenigde Staten
- Elizabeth Mandlik  Verenigde Staten
- Hana Mandlíková  Tsjechië  Australië
- Petra Mandula  Hongarije
- Jevgenia Manjoekova  Rusland
- Diāna Marcinkēviča  Letland
- Rebecca Marino  Canada
- Katalin Marosi  Hongarije
- Lidzija Marozava  Wit-Rusland
- Marta Marrero  Spanje
- Amber Marshall  Australië
- Regina Maršíková  Tsjecho-Slowakije
- Petra Martić  Kroatië
- Frédérique Martin  Frankrijk
- Eva Martincová  Tsjechië
- Tereza Martincová  Tsjechië
- Veronika Martinek  Duitsland
- Cecilia Martinez  Verenigde Staten
- Conchita Martínez  Spanje
- Conchita Martínez Granados  Spanje
- María José Martínez Sánchez  Spanje
- Marion Maruska  Oostenrijk
- Rebeka Masarova  Zwitserland
- Susan Mascarin  Verenigde Staten
- Adine Masson  Frankrijk
- Helga Masthoff  Duitsland
- Maja Matevžič  Slovenië
- Dana Mathewson (rolstoeltennis)  Verenigde Staten
- Simonne Mathieu  Frankrijk
- Bethanie Mattek-Sands  Verenigde Staten
- Amélie Mauresmo  Frankrijk
- Patricia Mayr-Achleitner  Oostenrijk
- Victoria Mboko  Canada
- Anna McCune-Harper  Verenigde Staten
- Kitty McKane Godfree  Verenigd Koninkrijk
- Meredith McGrath  Verenigde Staten
- Christina McHale  Verenigde Staten
- Winifred McNair  Verenigd Koninkrijk
- Caty McNally  Verenigde Staten
- Lori McNeil  Verenigde Staten
- Kaylah McPhee  Australië
- Rachel McQuillan  Australië
- Lisa McShea  Australië
- Marlot Meddens  Nederland
- Anabel Medina Garrigues  Spanje
- Patricia Medrado  Brazilië
- Natalia Medvedeva  Oekraïne
- Angelique van der Meet  Nederland
- Silke Meier  Duitsland
- Nicole Melichar  Verenigde Staten
- Eva Melicharová  Tsjechië
- Marina Melnikova  Rusland
- Kerry Melville  Australië
- Vanessa Menga  Brazilië
- Rene Mentz  Zuid-Afrika
- Christiane Mercelis  België
- Elise Mertens  België
- Mariana Mesa  Colombia
- Leila Meschi  Georgië
- Marcella Mesker  Nederland
- An-Sophie Mestach  België
- Doris Metaxa  Frankrijk
- Yvonne Meusburger  Oostenrijk
- Florența Mihai  Roemenië
- Tereza Mihalíková  Slowakije
- Marie-Gaïané Mikaelian  Zwitserland
- Grace Min  Verenigde Staten
- Mandy Minella  Luxemburg
- Greet Minnen  België
- Brienne Minor  Verenigde Staten
- Anne Minter  Australië
- Elizabeth Minter  Australië
- Marija Mirković  Australië
- Sania Mirza  India
- Andreea Mitu  Roemenië
- Nana Miyagi  Japan
- Miki Miyamura  Japan
- Yuriko Miyazaki  Verenigd Koninkrijk
- Kristina Mladenovic  Frankrijk
- Alicia Molik  Australië
- Florencia Molinero  Argentinië
- Dominique Monami  België
- Carole Monnet  Frankrijk
- Laura Montalvo  Argentinië
- Cláudia Monteiro  Brazilië
- Robin Montgomery  Verenigde Staten
- Kgothatso Montjane (rolstoeltennis)  Zuid-Afrika
- Ángeles Montolio  Spanje
- Jessica Moore  Australië
- Tara Moore  Verenigd Koninkrijk
- Corina Morariu  Verenigde Staten
- Angelica Moratelli  Italië
- Akiko Morigami  Japan
- Ayumi Morita  Japan
- Giulia Morlet  Frankrijk
- Olga Morozova  Rusland
- Agnes Morton  Verenigd Koninkrijk
- Gabriela Mosca  Argentinië
- Beverly Mould  Zuid-Afrika
- Alycia Moulton  Verenigde Staten
- Megan Moulton-Levy  Verenigde Staten
- Tereza Mrdeža  Kroatië
- Karolína Muchová  Tsjechië
- Garbiñe Muguruza  Spanje
- Asia Muhammad  Verenigde Staten
- Martina Müller  Duitsland
- Jennifer Mundel  Zuid-Afrika
- Chihiro Muramatsu  Japan
- Maja Murić  Kroatië
- Samantha Murray  Verenigd Koninkrijk
- Trudi Musgrave  Australië
- Anastasija Myskina  Rusland

## N
- Sandra Načuk  Servië
- Céline Naef  Zwitserland
- Kyōko Nagatsuka  Japan
- Betsy Nagelsen  Verenigde Staten
- Kira Nagy  Hongarije
- Henrieta Nagyová  Slowakije
- Yuki Naito  Japan
- Aiko Nakamura  Japan
- Junri Namigata  Japan
- Kurumi Nara  Japan
- Emma Navarro  Verenigde Staten
- Gabriela Navrátilová  Tsjechië
- Martina Navrátilová  Tsjechië  Verenigde Staten
- Aleksandrina Naydenova  Bulgarije
- Ingrid Neel  Verenigde Staten
- Larisa Neiland  Letland
- Jana Nejedly  Canada
- Martina Nejedly  Canada
- Vicki Nelson  Verenigde Staten
- Lenka Němečková  Tsjechië
- Janet Newberry  Verenigde Staten
- Clervie Ngounoue  Verenigde Staten
- Olivia Nicholls  Verenigd Koninkrijk
- Monica Niculescu  Roemenië
- Jule Niemeier  Duitsland
- Makoto Ninomiya  Japan
- Sybille Niox-Château  Frankrijk
- Alexa Noel  Verenigde Staten
- Noma Noha Akugue  Duitsland
- Pavlina Nola  Bulgarije
- Seda Noorlander  Nederland
- Linda Nosková  Tsjechië
- Lupita Novelo  Mexico
- Jana Novotná  Tsjechië
- Priska Madelyn Nugroho  Indonesië
- Betty Nuthall  Verenigd Koninkrijk

## O
- Saori Obata  Japan
- Katie O'Brien  Verenigd Koninkrijk
- Tzipora Obziler  Israël
- Momoko Ohtani (rolstoeltennis)  Japan
- Kumiko Okamoto  Japan
- Seiko Okamoto  Japan
- Ioana Raluca Olaru  Roemenië
- Giuliana Olmos  Mexico
- Helena Olsson  Zweden
- Aleksandra Olsza  Polen
- Akiko Omae  Japan
- Zuzana Ondrášková  Tsjechië
- Chris O'Neil  Australië
- Lisa O'Neill  Australië
- Romina Oprandi  Zwitserland
- Miriam Oremans  Nederland
- Paula Ormaechea  Argentinië
- Naomi Osaka  Japan
- Margaret Osborne-duPont  Verenigde Staten
- María Camila Osorio Serrano  Colombia
- Jeļena Ostapenko  Letland
- Lilia Osterloh  Verenigde Staten
- Whitney Osuigwe  Verenigde Staten
- Melanie Oudin  Verenigde Staten
- Mary Outerbridge  Verenigde Staten
- Risa Ozaki  Japan
- Nika Ožegović  Kroatië
- Pemra Özgen  Turkije

## P
- Sarah Palfrey  Verenigde Staten
- Elena Pampoulova  Duitsland
- Jelena Pandžić  Kroatië
- Aleksandra Panova  Rusland
- Tatjana Panova  Rusland
- Jasmine Paolini  Italië
- Christína Papadáki  Griekenland
- Despina Papamichail  Griekenland
- Chloé Paquet  Frankrijk
- Virginie Paquet  Frankrijk
- Pascale Paradis  Frankrijk
- Park Sung-hee  Zuid-Korea
- Alycia Parks  Verenigde Staten
- Pauline Parmentier  Frankrijk
- Arantxa Parra Santonja  Spanje
- Nuria Párrizas Díaz  Spanje
- Diane Parry  Frankrijk
- Marine Partaud  Frankrijk
- Michaela Paštiková  Tsjechië
- Tamira Paszek  Oostenrijk
- Karen Paterson  Verenigd Koninkrijk
- Tammi Patterson  Australië
- Barbara Paulus  Oostenrijk
- Anastasija Pavljoetsjenkova  Rusland
- Irena Pavlovic  Frankrijk
- Mercedes Paz  Argentinië
- Irene Peacock  Zuid-Afrika
- Palina Pechava  Wit-Rusland
- Shahar Peer  Israël
- Sally Peers  Australië
- Jessica Pegula  Verenigde Staten
- Marie-Ève Pelletier  Canada
- Peng Shuai  China
- Flavia Pennetta  Italië
- Beryl Penrose  Australië
- Bernarda Pera  Verenigde Staten
- Tetjana Perebyjnis  Oekraïne
- Teliana Pereira  Brazilië
- Ellen Perez  Australië
- María Paulina Pérez García  Colombia
- Mariana Pérez Roldán  Argentinië
- Anda Perianu  Roemenië
- Conny Perrin  Zwitserland
- Shenay Perry  Verenigde Staten
- Ksenija Pervak  Rusland  Kazachstan
- Květa Peschke  Tsjechië
- Sonja Peters (rolstoeltennis)  Nederland
- Rebecca Peterson  Zweden
- Andrea Petković  Duitsland
- Nadja Petrova  Rusland
- Eva Pfaff  Duitsland
- Dinah Pfizenmaier  Duitsland
- Nathalie Phan-Thanh  Frankrijk
- Terry Phelps  Verenigde Staten
- Katia Piccolini  Italië
- Virginie Pichet  Frankrijk
- Mary Pierce  Frankrijk
- Sheila Piercey  Zuid-Afrika
- Kristy Pigeon  Verenigde Staten
- Laura Pigossi  Brazilië
- Camille Pin  Frankrijk
- Marie Pinterova  Hongarije
- Tsvetana Pironkova  Bulgarije
- Tina Pisnik  Slovenië
- Katarzyna Piter  Polen
- Sarah Pitkowski  Frankrijk
- Anastasia Pivovarova  Rusland
- Gloria Pizzichini  Italië
- Louise Pleming  Australië
- Peangtarn Plipuech  Thailand
- Sylvia Plischke  Oostenrijk
- Karolína Plíšková  Tsjechië
- Kristýna Plíšková  Tsjechië
- Natalie Pluskota  Verenigde Staten
- Kimberly Po  Verenigde Staten
- Nadia Podoroska  Argentinië
- Joelija Poetintseva  Rusland  Kazachstan
- Tatjana Poetsjek  Wit-Rusland
- Olga Poetsjkova  Rusland
- Jessika Ponchet  Frankrijk
- Ivana Popovic  Australië
- Claudia Porwik  Duitsland
- Aleksandra Pospelova  Rusland
- Jana Pospíšilová  Tsjecho-Slowakije
- Anastasija Potapova  Rusland
- Barbara Potter  Verenigde Staten
- Annerly Poulos  Australië
- Laura Pous Tió  Spanje
- Wynne Prakusya  Indonesië
- Nicole Pratt  Australië
- Taylah Preston  Australië
- Wiltrud Probst  Duitsland
- Alexis Prousis  Verenigde Staten
- Tatjana Prozorova  Rusland
- Libuše Průšová  Tsjechië
- Mónica Puig  Puerto Rico
- Julie Pullin  Verenigd Koninkrijk

## Q
- Maeve Quinlan  Verenigde Staten

## R
- Kamilla Rachimova  Rusland
- Dejana Radanović  Servië
- Kristine Radford  Australië
- Emma Raducanu  Verenigd Koninkrijk
- Agnieszka Radwańska  Polen
- Urszula Radwańska  Polen
- Jocelyn Rae  Verenigd Koninkrijk
- Ankita Raina  Indonesië
- Regina Rajchrtová  Tsjecho-Slowakije
- Viktorija Rajicic  Australië
- Irina Ramialison  Frankrijk
- Yola Ramírez  Mexico
- Dally Randriantefy  Madagaskar
- Sunitha Rao  India
- Lisa Raymond  Verenigde Staten
- Virginie Razzano  Frankrijk
- Samantha Reeves  Verenigde Staten
- Raffaella Reggi  Italië
- Stephanie Rehe  Verenigde Staten
- Elna Reinach  Zuid-Afrika
- Monica Reinach  Zuid-Afrika
- Shérazad Reix  Frankrijk
- Dianne Van Rensburg  Zuid-Afrika
- Rosie Reyes  Frankrijk
- Candy Reynolds  Verenigde Staten
- Sandra Reynolds  Zuid-Afrika
- Aravane Rezaï  Frankrijk
- Lena Rice  Verenigd Koninkrijk
- Julie Richardson  Nieuw-Zeeland
- Nancy Richey  Verenigde Staten
- Ludmila Richterová  Tsjechië
- Gisela Riera  Spanje
- Julia Riera  Argentinië
- Hellas ter Riet  Nederland
- Kathy Rinaldi  Verenigde Staten
- Rossana de los Ríos  Paraguay
- Brie Rippner  Verenigde Staten
- Alison Riske  Verenigde Staten
- Petra Ritter  Oostenrijk
- Barbara Rittner  Duitsland
- Muriel Robb  Verenigd Koninkrijk
- Alice Robbe  Frankrijk
- Laura Robson  Verenigd Koninkrijk
- Jevgenia Rodina  Rusland
- Anastasia Rodionova  Australië
- Arina Rodionova  Rusland
- Victoria Rodríguez  Mexico
- Olivia Rogowska  Australië
- Ahsha Rolle  Verenigde Staten
- Leyre Romero Gormaz  Spanje
- Jessy Rompies  Indonesië
- Camilla Rosatello  Italië
- Angelika Rösch  Duitsland
- Hedwiga Rosenbaumová  Tsjecho-Slowakije
- Alicja Rosolska  Polen
- Stephanie Rottier  Nederland
- Dorothy Round  Verenigd Koninkrijk
- Capucine Rousseau  Frankrijk
- Erin Routliffe  Canada
- Virginia Ruano Pascual  Spanje
- Chanda Rubin  Verenigde Staten
- Arantxa Rus  Nederland
- Elena Gabriela Ruse  Roemenië
- Gretchen Rush  Verenigde Staten
- Jennifer Russell  Verenigde Staten
- JoAnne Russell  Verenigde Staten
- Virginia Ruzici  Roemenië
- Elizabeth Ryan  Verenigde Staten
- Jelena Rybakina  Rusland
- Magdaléna Rybáriková  Slowakije

## S
- Aryna Sabalenka  Wit-Rusland
- Gabriela Sabatini  Argentinië
- Amra Sadiković  Zwitserland
- Miho Saeki  Japan
- Lucie Šafářová  Tsjechië
- Dinara Safina  Rusland
- Maria Sakkari  Griekenland
- Lara Salden  België
- María Emilia Salerni  Argentinië
- Monique Salfati  Frankrijk  Italië
- Judith Salomé  Nederland
- Julia Sampson  Verenigde Staten
- Ljoedmila Samsonova  Rusland
- Ana Sofía Sánchez  Mexico
- Maria Sanchez  Verenigde Staten
- Olivia Sanchez  Frankrijk
- María Sánchez Lorenzo  Spanje
- Arantxa Sánchez Vicario  Spanje
- Storm Sanders  Australië
- Kim Sands  Verenigde Staten
- Benjamas Sangaram  Thailand
- Sabrina Santamaria  Verenigde Staten
- Mara Santangelo  Italië
- Jennifer Santrock  Verenigde Staten
- Renata Šašak  Joegoslavië
- Aljaksandra Sasnovitsj  Wit-Rusland
- Naoko Satō  Japan
- Valerija Savinych  Rusland
- Olha Savtsjoek  Oekraïne
- Junko Sawamatsu  Japan
- Kazuko Sawamatsu  Japan
- Naoko Sawamatsu  Japan
- Joëlle Schad  Dominicaanse Republiek
- Mona Schallau  Verenigde Staten
- Claudine Schaul  Luxemburg
- Chanelle Scheepers  Zuid-Afrika
- Barbara Schett  Oostenrijk
- Tine Scheuer-Larsen  Denemarken
- Francesca Schiavone  Italië
- Simone Schilder  Nederland
- Karen Schimper  Zuid-Afrika
- Katie Schlukebir  Verenigde Staten
- Yasmin Schnack  Verenigde Staten
- Caroline Schneider  Duitsland
- Patty Schnyder  Zwitserland
- Bibiane Schoofs  Nederland
- Myriam Schropp  Duitsland
- Julia Schruff  Duitsland
- Brenda Schultz-McCarthy  Nederland
- Nastasja Schunk  Duitsland
- Nanette Schutte  Nederland
- Renée Schuurman  Zuid-Afrika
- Demi Schuurs  Nederland
- Barbara Schwartz  Oostenrijk
- Katrina Scott  Verenigde Staten
- Elizabeth Scotty  Verenigde Staten
- Margaret Scriven  Verenigd Koninkrijk
- Katherine Sebov  Canada
- Daniela Seguel  Chili
- Ana Segura  Spanje
- Beti Sekulovski  Australië
- Oksana Selechmetjeva  Rusland
- Monica Seles  Joegoslavië  Verenigde Staten
- Irina Seljoetina  Kazachstan
- Erika Sema  Japan
- Yurika Sema  Japan
- Darja Semeņistaja  Letland
- İpek Şenoğlu  Turkije
- Milagros Sequera  Venezuela
- Magüi Serna  Spanje
- Adriana Serra Zanetti  Italië
- Antonella Serra Zanetti  Italië
- Anastasija Sevastova  Letland
- Marie-Annick Sevenans (rolstoeltennis)  België
- Nicole Sewell  Australië
- Selima Sfar  Tunesië
- Sabina Sharipova  Oezbekistan
- Astra Sharma  Australië
- Kirrily Sharpe  Australië
- Meghann Shaughnessy  Verenigde Staten
- Winnie Shaw  Verenigd Koninkrijk
- Brittany Sheed  Australië
- Helen Sheedy  Australië
- Dorothy Shepherd  Verenigd Koninkrijk
- Mayar Sherif  Egypte
- Gail Sherriff  Australië
- Ena Shibahara  Verenigde Staten
- Anne Shilcock  Verenigd Koninkrijk
- Isabella Shinikova  Bulgarije
- Keren Shlomo  Israël
- Pam Shriver  Verenigde Staten
- Lucy Shuker (rolstoeltennis)  Verenigd Koninkrijk
- Constance Sibille  Frankrijk
- Anne-Gaëlle Sidot  Frankrijk
- Laura Siegemund  Duitsland
- Cynthia Sieler  Australië
- Solana Sierra  Argentinië
- Josane Sigart  België
- Eden Silva  Verenigd Koninkrijk
- Neuza Silva  Portugal
- Chanel Simmonds  Zuid-Afrika
- Rene Simpson  Canada
- Christina Singer  Duitsland
- Tracy Singian  Verenigde Staten
- Kateřina Siniaková  Tsjechië
- Anna Sisková  Tsjechië
- Jana Sizikova  Rusland
- Sofia Sjapatava  Georgië
- Maria Sjarapova  Rusland
- Diana Sjnajder  Rusland
- Iryna Sjymanovitsj  Wit-Rusland
- Jaroslava Sjvedova  Rusland  Kazachstan
- Chantal Škamlová  Slowakije
- Ljoedmila Skavronskaja  Rusland
- Nicola Slater  Verenigd Koninkrijk
- Susan Sloane  Verenigde Staten
- Anna Smashnova  Israël
- Maaike Smit (rolstoeltennis)  Nederland
- Alicia Smith  Australië
- Anna Smith  Verenigd Koninkrijk
- Anne Smith  Verenigde Staten
- Margaret Smith-Court  Australië
- Paula Smith  Verenigde Staten
- Samantha Smith  Verenigd Koninkrijk
- Tereza Smitková  Tsjechië
- Jill Smoller  Verenigde Staten
- Elizabeth Smylie  Australië
- Darija Snihoer  Oekraïne
- Tara Snyder  Verenigde Staten
- Niurka Sodupe  Verenigde Staten
- Sílvia Soler Espinosa  Spanje
- Valerija Solovjeva  Rusland
- Zeynep Sönmez  Turkije
- Sara Sorribes Tormo  Spanje
- Melanie South  Verenigd Koninkrijk
- Janet Souto  Spanje
- İpek Soylu  Turkije
- Michaela Spaanstra (rolstoeltennis)  Nederland
- Abigail Spears  Verenigde Staten
- Hilde Sperling  Duitsland  Denemarken
- Irina Spîrlea  Roemenië
- Karolina Šprem  Kroatië
- Rebecca Šramková  Slowakije
- Katarina Srebotnik  Slovenië
- Hana Šromová  Tsjechië
- Shaun Stafford  Verenigde Staten
- Kay Stammers  Verenigd Koninkrijk
- Joelija Starodoebtseva  Oekraïne
- Emelyn Starr  Australië
- Peyton Stearns  Verenigde Staten
- Jessica Steck  Zuid-Afrika
- Heliane Steden  Mexico
- Luisa Stefani  Brazilië
- Lucrezia Stefanini  Italië
- Barbora Štefková  Tsjechië
- Sloane Stephens  Verenigde Staten
- Greer Stevens  Zuid-Afrika
- Alexandra Stevenson  Verenigde Staten
- Bryanne Stewart  Australië
- Katerina Stewart  Verenigde Staten
- Nina Stojanović  Servië
- Caroline Stoll  Verenigde Staten
- Fanny Stollár  Hongarije
- Georgie Stoop  Verenigd Koninkrijk
- Samantha Stosur  Australië
- Betty Stöve  Nederland
- Valerija Strachova  Oekraïne
- Maria Strandlund  Zweden
- Andrea Strnadová  Tsjechië
- Barbora Strýcová  Tsjechië
- Rennae Stubbs  Australië
- Katarína Studeníková  Slowakije
- Paola Suárez  Argentinië
- Carla Suárez Navarro  Spanje
- Martina Suchá  Slowakije
- Ai Sugiyama  Japan
- Catherine Suire  Frankrijk
- Helena Suková  Tsjechië
- Lulu Sun  Nieuw-Zeeland
- Sun Shengnan  China
- Sun Tiantian  China
- Sun Xuliu  China
- Aldila Sutjiadi  Indonesië
- May Sutton  Verenigde Staten
- Jade Suvrijn  Frankrijk
- Åsa Svensson  Zweden
- Eva Švíglerová  Tsjecho-Slowakije  Tsjechië
- Elina Svitolina  Oekraïne
- Katie Swan  Verenigd Koninkrijk
- Mariaan de Swardt  Zuid-Afrika
- Iga Świątek  Polen
- Ágnes Szávay  Hongarije

## T
- Kotomi Takahata  Japan
- Gabriela Talabă  Roemenië
- Silvija Talaja  Kroatië
- Elise Tamaëla  Nederland
- Harmony Tan  Frankrijk
- Tamarine Tanasugarn  Thailand
- Tang Haochen  China
- Tang Qianhui  China
- Carson Tanguilig  Verenigde Staten
- Catherine Tanvier  Frankrijk
- Patricia Tarabini  Argentinië
- Olena Tatarkova  Oekraïne
- Anna Tatishvili  Georgië
- Clara Tauson  Denemarken
- Nathalie Tauziat  Frankrijk
- Gabriella Taylor  Verenigd Koninkrijk
- Sarah Taylor  Verenigde Staten
- Pam Teeguarden  Verenigde Staten
- Judy Tegart  Australië
- Jil Teichmann  Zwitserland
- Andrea Temesvári  Hongarije
- Sandrine Testud  Frankrijk
- Valérie Tétreault  Canada
- Karman Thandi  India
- Jane Thomas  Verenigde Staten
- Prarthana Thombare  India
- Janine Thompson  Australië
- Ethel Thomson-Larcombe  Verenigd Koninkrijk
- Laura Thorpe  Frankrijk
- Berna Thung  Nederland
- Nicole Thijssen  Nederland
- Anastasija Tichonova  Rusland
- Andrea Tiezzi  Argentinië
- Patricia Maria Țig  Roemenië
- Dorrie Timmermans (rolstoeltennis)  Nederland
- Maria Timofejeva  Rusland
- Ana Timotić  Servië
- Olivia Tjandramulia  Australië
- Anca Todoni  Roemenië
- Renáta Tomanová  Tsjecho-Slowakije
- Sara Tomic  Australië
- Ajla Tomljanović  Kroatië  Australië
- Viktoriya Tomova  Bulgarije
- Marianne van der Torre  Nederland
- Cristina Torrens Valero  Spanje
- María Teresa Torró Flor  Spanje
- Taylor Townsend  Verenigde Staten
- Marthe Trasenster  België
- Martina Trevisan  Italië
- Christine Truman  Verenigd Koninkrijk
- Nell Truman  Verenigd Koninkrijk
- Anna Tsjakvetadze  Rusland
- Lesja Tsoerenko  Oekraïne
- Meilen Tu  Verenigde Staten
- Agnes Tuckey  Verenigd Koninkrijk
- Iroda Tulyaganova  Oezbekistan
- Wendy Turnbull  Australië
- Lesley Turner  Australië

## U
- Neha Uberoi  Verenigde Staten
- Shikha Uberoi  India
- Moyuka Uchijima  Japan
- Panna Udvardy  Hongarije
- Vladimíra Uhlířová  Tsjechië

## V
- Nicole Vaidišová  Tsjechië
- Nirupama Vaidyanathan  India
- Joelija Vakoelenko  Oekraïne
- Coco Vandeweghe  Verenigde Staten
- Chantal Vandierendonck (rolstoeltennis)  Nederland
- Molly Van Nostrand  Verenigde Staten
- Alison Van Uytvanck  België
- Eva Vedder  Nederland
- Aurélie Védy  Frankrijk
- Donna Vekić  Kroatië
- Tessy van de Ven  Nederland
- María Vento-Kabchi  Venezuela
- Esther Vergeer (rolstoeltennis)  Nederland
- Yvonne Vermaak  Zuid-Afrika
- Jelena Vesnina  Rusland
- Natalja Vichljantseva  Rusland
- Sachia Vickery  Verenigde Staten
- Helena Vildová  Tsjechië
- Adriana Villagrán  Argentinië
- Nannie de Villiers  Zuid-Afrika
- Roberta Vinci  Italië
- Caroline Vis  Nederland
- Stefanie Vögele  Zwitserland
- Stephanie Vogt  Liechtenstein
- Katie Volynets  Verenigde Staten
- Markéta Vondroušová  Tsjechië
- Stéphanie Vongsouthi  Frankrijk
- Renata Voráčová  Tsjechië
- Galina Voskobojeva  Kazachstan
- Marcela Voyame  Argentinië
- Ana Vrljić  Kroatië
- Indy de Vroome  Nederland

## W
- Eva Wacanno  Nederland
- Julia Wachaczyk  Duitsland
- Virginia Wade  Verenigd Koninkrijk
- Patricia Walkden  Zuid-Afrika
- Isabelle Wallace  Schotland  Australië
- Sharon Walraven (rolstoeltennis)  Nederland
- Sharon Walsh  Verenigd Koninkrijk
- Simona Waltert  Zwitserland
- Wang Qiang  China
- Wang Shi-ting  Chinees Taipei
- Wang Xinyu  China
- Wang Xiyu  China
- Wang Yafan  China
- Patricia Wartusch  Oostenrijk
- Mashona Washington  Verenigde Staten
- Sandra Wasserman  België
- Jolene Watanabe  Verenigde Staten
- Cindy Watson  Australië
- Heather Watson  Verenigd Koninkrijk
- Vanessa Webb  Canada
- Emily Webley-Smith  Verenigd Koninkrijk
- Marlene Weingärtner  Duitsland
- Ashley Weinhold  Verenigde Staten
- Monika Wejnert  Australië
- Tiffany Welford  Australië
- Weng Tzu-ting  Chinees Taipei
- Marianne Werdel  Verenigde Staten
- Christina Wheeler  Australië
- Jordanne Whiley (rolstoeltennis)  Verenigd Koninkrijk
- Anne White  Verenigde Staten
- Robin White  Verenigde Staten
- Wendy White  Verenigde Staten
- Tami Whitlinger  Verenigde Staten
- Caitlin Whoriskey  Verenigde Staten
- Lisa Whybourn  Verenigd Koninkrijk
- Pam Whytcross  Australië
- Yanina Wickmayer  België
- Angelique Widjaja  Indonesië
- Jetty Wienese  Nederland
- Judith Wiesner  Oostenrijk
- Mimmi Wikstedt  Zweden
- Linda Wild  Verenigde Staten
- Serena Williams  Verenigde Staten
- Venus Williams  Verenigde Staten
- Helen Wills-Moody  Verenigde Staten
- Jade Windley  Verenigd Koninkrijk
- Carina Witthöft  Duitsland
- Hester Witvoet  Nederland
- Karolina Wlodarczak  Australië
- Jasmin Wöhr  Duitsland
- Pauline Wong  Nederland
- Varatchaya Wongteanchai  Thailand
- Clare Wood  Verenigd Koninkrijk
- Lorna Woodroffe  Verenigd Koninkrijk
- Belinda Woolcock  Australië
- Kathrin Wörle  Duitsland
- Caroline Wozniacki  Denemarken
- Aleksandra Wozniak  Canada
- Wu Fang-hsien  Chinees Taipei
- Nancye Wynne-Bolton  Australië

## X
- Mingge Xu  Verenigd Koninkrijk
- Xu Shilin  China
- Xu Yifan  China
- Xun Fangying  China

## Y
- Yan Zi  China
- Masako Yanagi  Japan
- Yang Zhaoxuan  China
- Ye Qiuyu  China
- Anne Yelsey  Verenigde Staten
- Margot Yerolymos  Frankrijk
- Yi Jingqian  China
- Yoo Mi  Zuid-Korea
- Billie Yorke  Verenigd Koninkrijk
- Yuka Yoshida  Japan
- You Xiaodi  China
- Janet Young  Australië
- Yuan Meng  China
- Yuan Yue  China

## Z
- Marcela Zacarías  Mexico
- Anastasija Zacharova  Rusland
- Sandra Záhlavová  Tsjechië
- Anna Zaja  Duitsland
- Riza Zalameda  Verenigde Staten
- Maryna Zanevska  Verenigd Koninkrijk
- Sandra Zaniewska  Polen
- Hanna Zaporozjanova  Oekraïne
- Renata Zarazúa  Mexico
- Emanuela Zardo  Zwitserland
- Katarina Zavatska  Oekraïne
- Maša Zec Peškirič  Slovenië
- Zhang Kailin  China
- Zhang Shuai  China
- Zhang Yuxuan  China
- Carol Zhao  Canada
- Zheng Jie  China
- Zheng Qinwen  China
- Zheng Saisai  China
- Zhou Yimiao  China
- Zhu Lin  China
- Zhu Zhenzhen (rolstoeltennis)  China
- Tamara Zidanšek  Slovenië
- Valerie Ziegenfuss  Verenigde Staten
- Kimberley Zimmermann  België
- Alina Zjidkova  Rusland
- Sofja Zjoek  Rusland
- Nataša Zorić  Servië
- Radomira Zrubáková  Slowakije
- Fabiola Zuluaga  Colombia
- Natallja Zverava  Sovjet-Unie,  Wit-Rusland
- Vera Zvonarjova  Rusland
- Tine Zwaan  Nederland
- Annette van Zyl  Zuid-Afrika